# غاواخان
غاواخان (به ارمنی: Ղավախան) یک منطقهٔ مسکونی در جمهوری آرتساخ است که در استان مارتونی واقع شده‌است.